# NameExoWorlds

UAI logo

NameExoWorlds (también conocido como IAU NameExoWorlds) es el nombre de varios proyectos gestionados por la Unión Astronómica Internacional (U.A.I.) para recopilar nombres con los que posteriormente podrían ser denominados algunos objetos astronómicos, y que luego serían considerados para su adopción oficial por la organización. El primer proyecto de este tipo (NameExoWorlds I), en 2015, consideró principalmente el nombramiento de estrellas. En junio de 2019, otro de estos proyectos (NameExoWorlds II), como celebración del centenario de la organización, en un proyecto oficialmente llamado IAU100 NameExoWorlds, se le dio difusión mundial, animando a toda la población terrestre a enviar nombres con los que denominar en un futuro a exoplanetas y sus  estrellas anfitrionas.

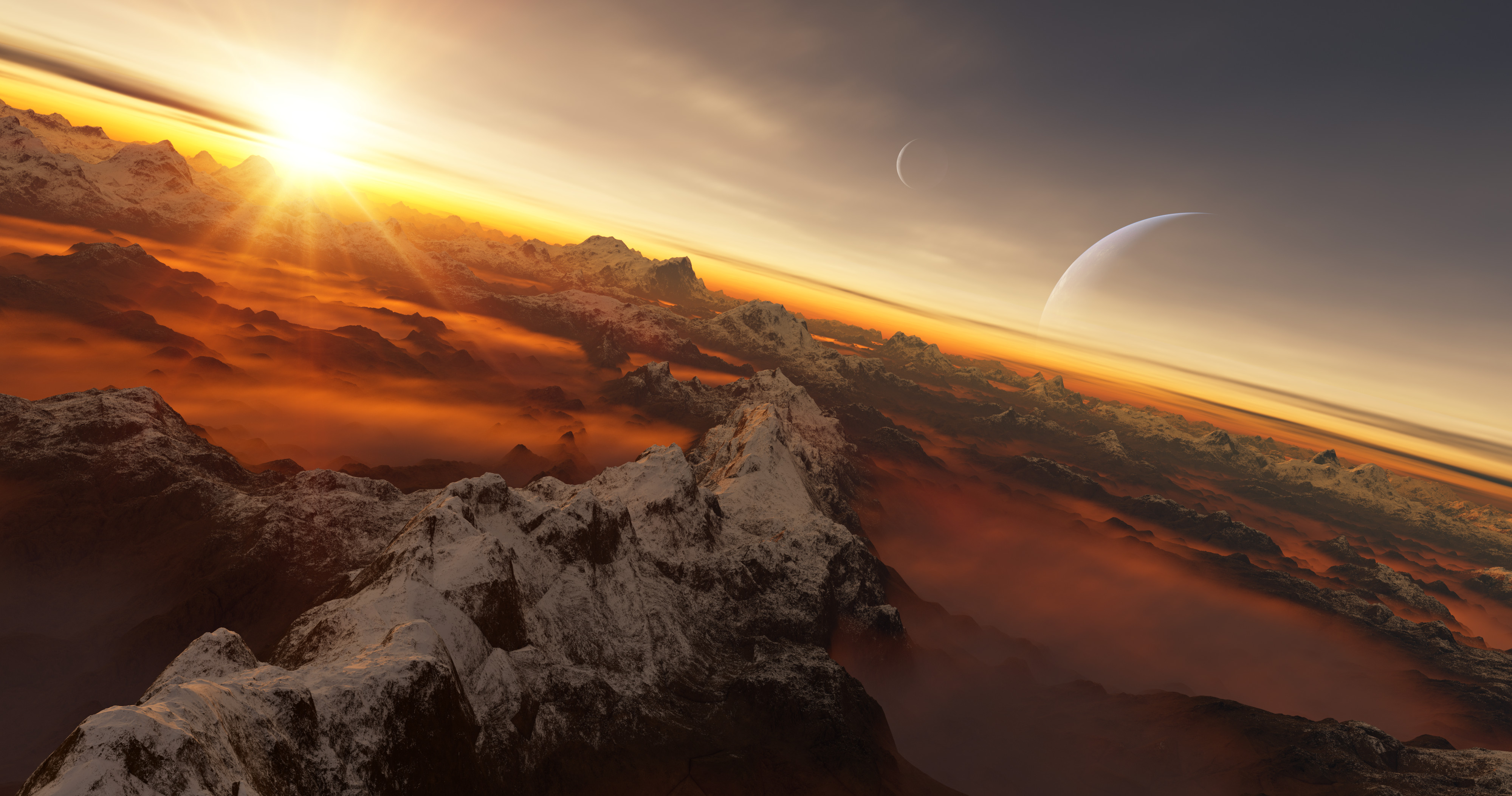
Unión Astronómica Internacional (UAI) - Proyecto NameExoWorlds